# Jules Brame
Pour les articles homonymes, voir Brame.
Jules Brame, né le 9 juillet 1808 à Lille (Nord) et mort à le 1er février 1878 à Paris 
(Seine) est un avocat et un homme politique français.

## Biographie
Avocat en 1833, il débuta dans la vie publique comme  maître des requêtes au Conseil d'État sous la Monarchie de Juillet. 
Conseiller général du Nord en 1848, il fut élu, le 22 juin 1857 député de la 2e circonscription du Nord contre Louis Joseph Descat député sortant.
Il fut réélu en 1863 et 1869, dans la 4e circonscription du Nord à la suite du redécoupage électoral.
Il fut nommé Ministre de l'Instruction publique, Cultes et Beaux-Arts d'août à septembre 1870.
Après le 4 septembre 1870, M. Brame rentra dans la vie privée, jusqu'aux Élections législatives  de 1871. Il fut alors élu Député du Nord.
Lors des premières élections sénatoriales, le 30 janvier 1876, il dut à l'appui des bonapartistes unis aux monarchistes le succès de sa candidature dans le (Nord).

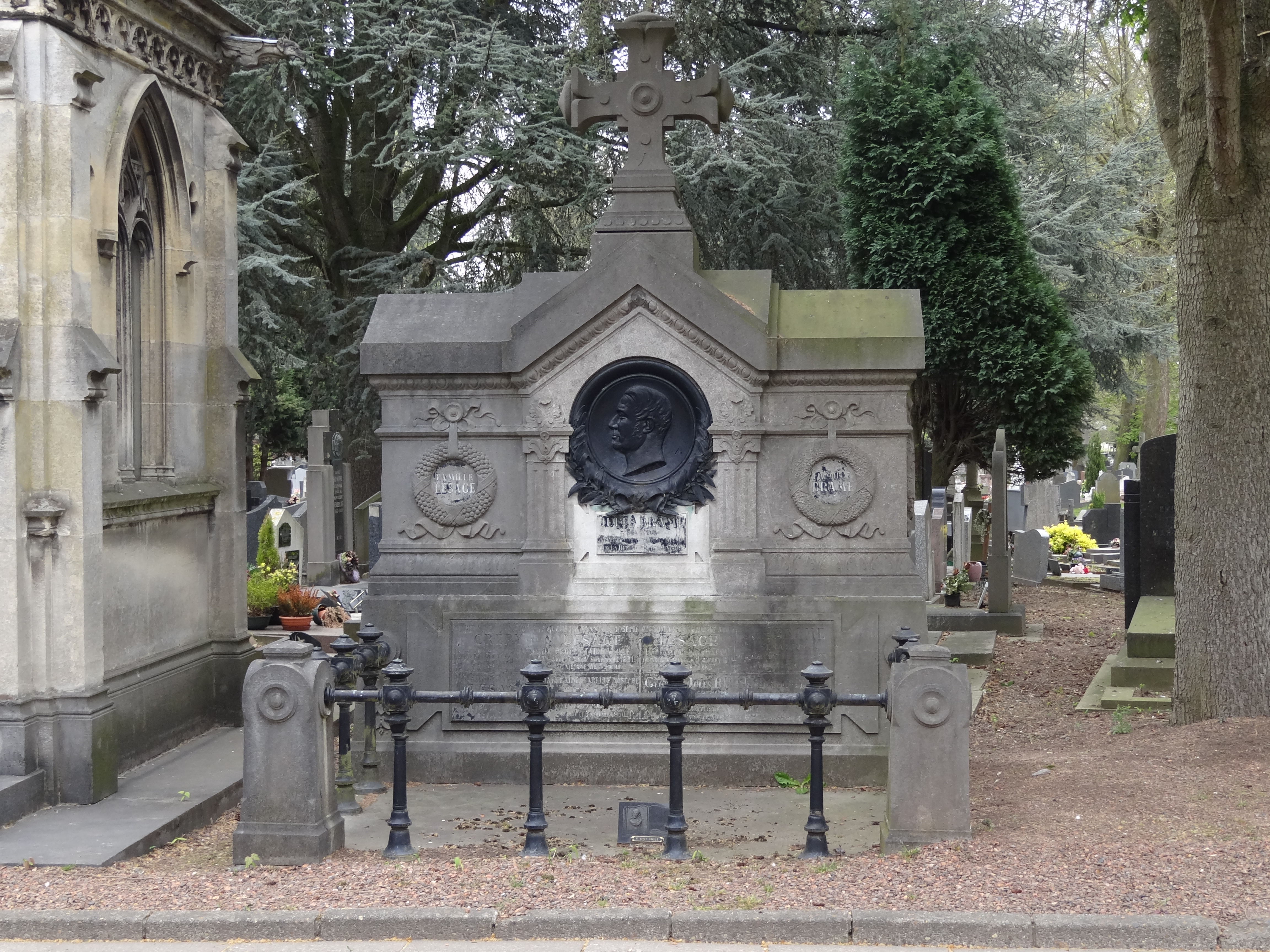
La tombe de Jules Brame au cimetière du Sud à Lille (Nord).

Il est inhumé au cimetière du Sud dans va ville de naissance.

## Sources
- « Jules Brame », dans Adolphe Robert et Gaston Cougny, Dictionnaire des parlementaires français, Edgar Bourloton, 1889-1891 [détail de l’édition]